# Campionatul European de Volei Feminin din 1955
Campionatul European de Volei Feminin din 1955 a fost a patra ediție a Campionatului European de Volei organizată de CEV. A fost găzduită de București, România din 15 până în 26 iunie 1955 împreună cu Campionatul Masculin.

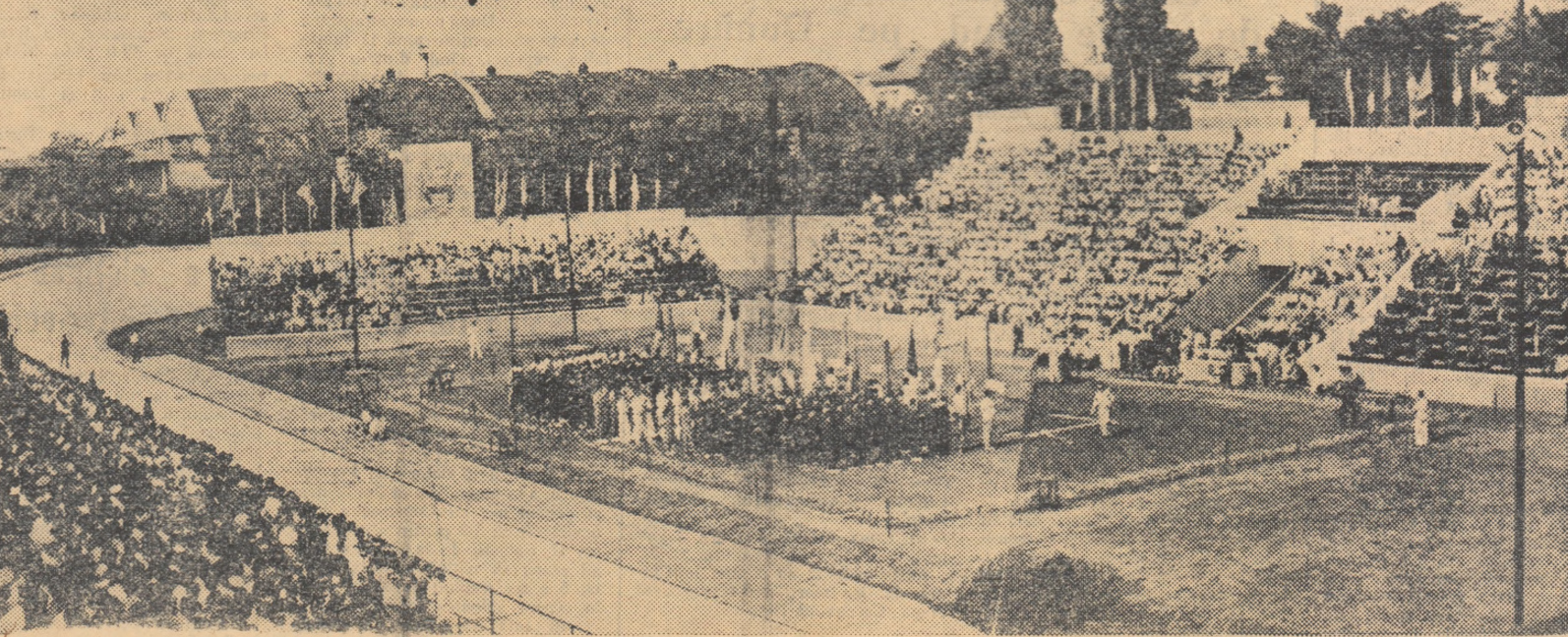
Meciurile s-au desfășurat în parcul sportiv Dinamo
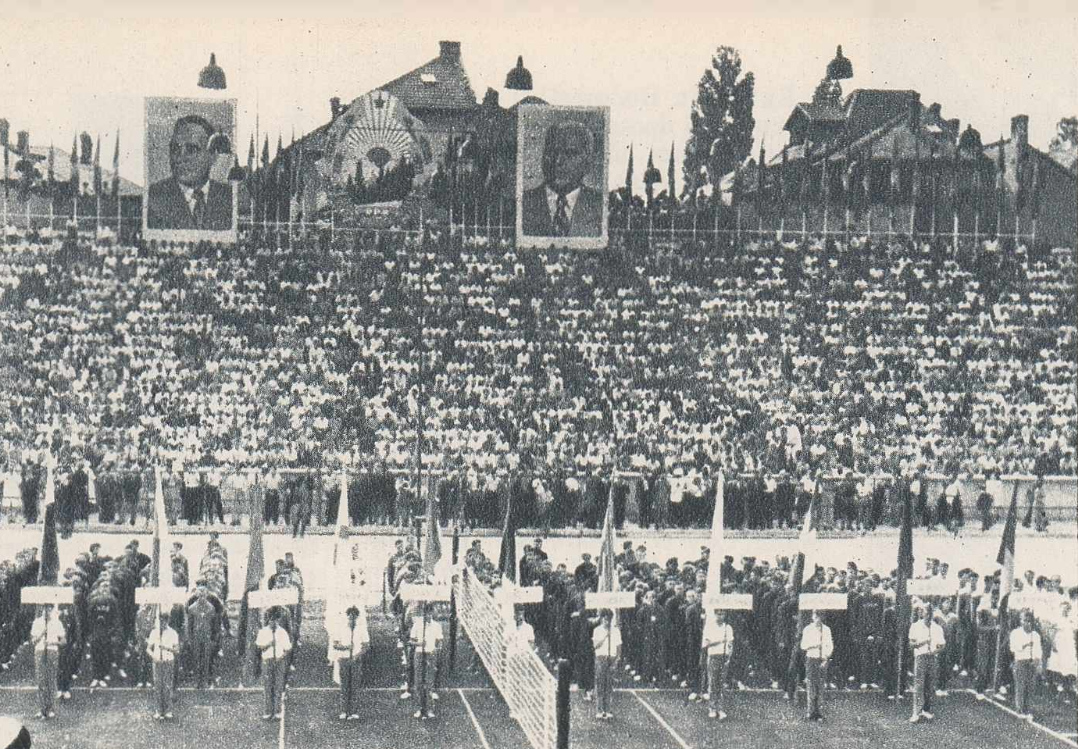
Festivitatea de deschidere

## Echipe
| - Bulgaria - Cehoslovacia - Polonia - România - Ungaria - Uniunea Sovietică |

## Competiția
| Echipa            | P  | M | V | Î | SC | SP | Ratio | PP  | PÎ  | Ratio |
| ----------------- | -- | - | - | - | -- | -- | ----- | --- | --- | ----- |
| Cehoslovacia      | 10 | 5 | 5 | 0 | 15 | 6  | 1,258 | 283 | 225 | 1,258 |
| Uniunea Sovietică | 8  | 5 | 4 | 1 | 14 | 4  | 3,500 | 248 | 166 | 1,494 |
| Polonia           | 6  | 5 | 3 | 2 | 12 | 10 | 1,200 | 272 | 254 | 1,071 |
| România           | 4  | 5 | 2 | 3 | 8  | 11 | 0,727 | 213 | 253 | 0,842 |
| Bulgaria          | 2  | 5 | 1 | 4 | 9  | 13 | 0,692 | 254 | 295 | 0,861 |
| Ungaria           | 0  | 5 | 0 | 5 | 1  | 15 | 0,067 | 161 | 238 | 0,676 |

## Clasamentul final

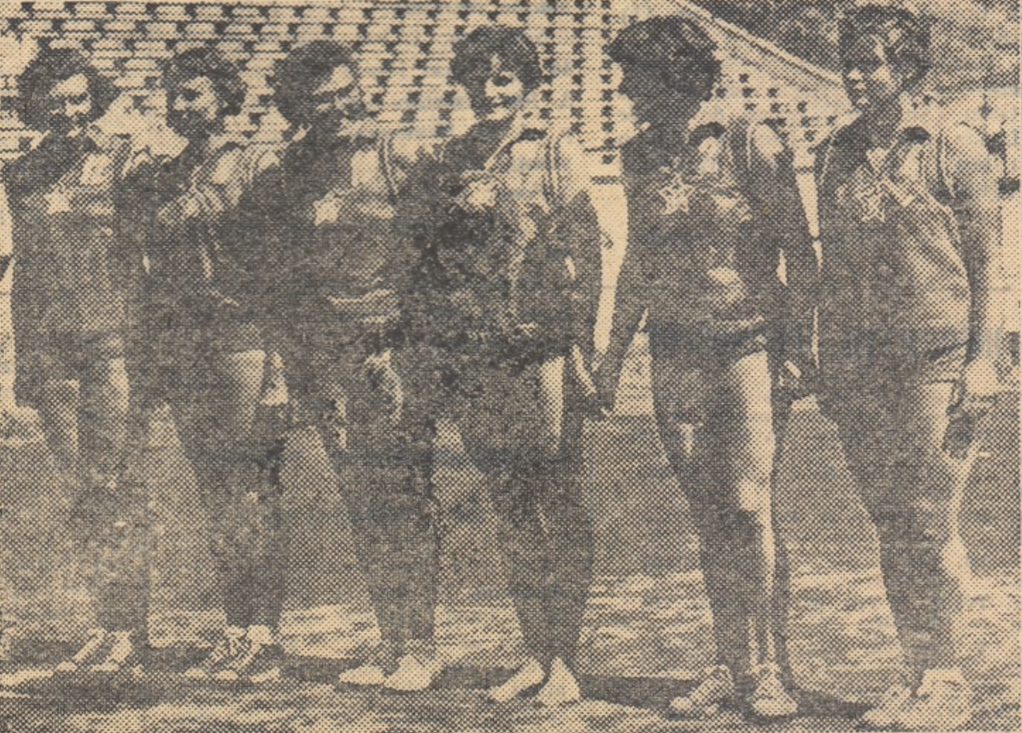
Echipa Cehoslovaciei

| Loc | Echipă            |
| --- | ----------------- |
| 1   | Cehoslovacia      |
| 2   | Uniunea Sovietică |
| 3   | Polonia           |
| 4   | România           |
| 5   | Bulgaria          |
| 6   | Ungaria           |

| Campionatul European de Volei Feminin din 1955 Cehoslovacia Primul titlu |

## Medaliați
1  Cehoslovacia
| - Jindřiška Holá - Drahoslava Křížová - Lenka Kučerová - Božena Lútočková | - Regina Matalíková - Alena Nečasová - Libuše Neugebauerová - Janka Šindelářová | - Svatava Štaudová - Běla Štulcová - Alžběta Technovská - Bohumila Valášková |

- Antrenor: Metoděj Mácha

2  Uniunea Sovietică
| - Aleksandra Ciudina - Sofia Gorbunovova - Aino Hummerind - Lidia Ivanskaia | - Lilia Kalenik - Liudmila Meșceriakova - Antonina Moiseeva - Vera Ozerovova | - Natalia Pțenicinikovova - Mignona Sakse - Zinaida Smoleaninovova - Lidia Strelnikova |

3  Polonia
| - Jadwiga Abisiak - Klementyna Celjnik - Barbara Czekzotka - Danuta Noszka | - Halina Josko - Krystyna Hajec - Barbara Kocan - Teresa Konopka | - Danuta Kordaczuk - Miroslawa Kotula - Wanda Tunidajewicz - Wanda Zarzycka |

- Antrenor: Zygmunt Krzyżanowski

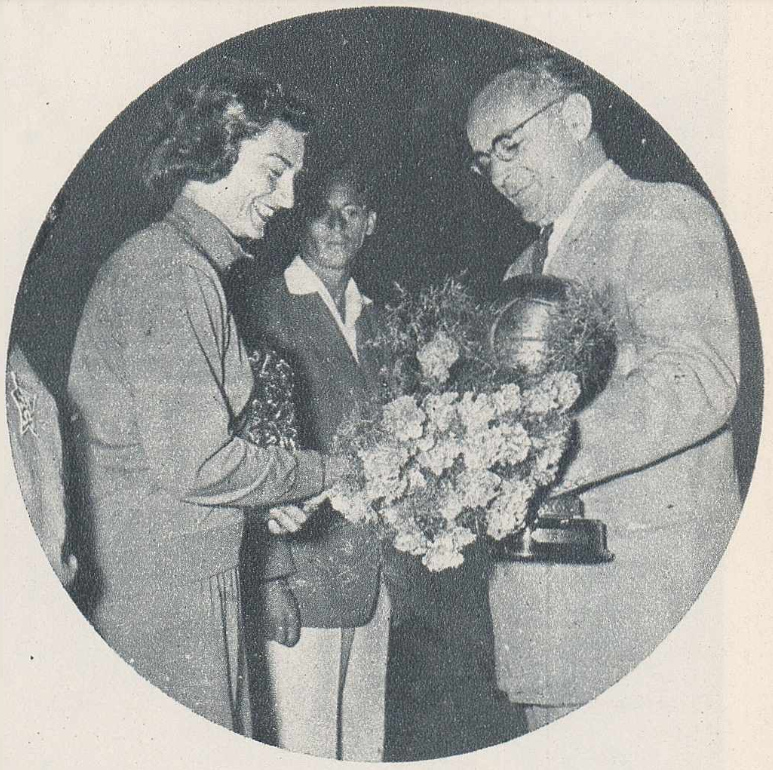
Căpitanul echipei cehoslovace primește trofeul

Echipa României s-a clasat pe locul patru.
4  România
| - Rodica Sădeanu - Tatiana Avacum - Natalia Cernat | - Doina Corbeanu - Florina Popovici - Adriana Honet | - Cornelia Timoșanu - Tinela Pleșoianu - Sonia Colceriu |